# Teodoaldo
Teodoaldo (707/708-741) fue un mayordomo de palacio, brevemente sin oposición en 714 después de la muerte de su abuelo, Pipino de Heristal. Posteriormente, en 715, la nobleza aclamó a Ragenfrido como mayordomo de Neustria y a Carlos Martel como mayordomo de Austrasia.
Teodoaldo fue hijo legítimo, aunque posteriormente se declaró que era ilegítimo, de Grimoaldo II (hijo de Pipino de Heristal y Plectruda) y de Teodesinda de Frisia (hija del rey Radbod). Por lo tanto, fue nieto del rey frisón. Su abuela Plectruda intentó que su abuelo lo reconociera como heredero legítimo de todas las tierras pipínidas, en lugar de Carlos Martel. En 716, su abuela se rindió en su nombre a Chilperico II de Neustria y Ragenfrido.
Teodoaldo murió, probablemente asesinado, alrededor del año 741, después de la muerte de su tío y protector, Carlos Martel. Es notable que, a pesar de haber sido proclamado heredero de Pipino de Heristal, cuando Carlos Martel tomó el poder, permitió que su sobrino viviera, en lugar de matarlo, como ocurría a menudo en la Edad Media.